# آرگون (شهر)
شهر آرگون (به روسی: Аргун) در کشور روسیه و در جمهوری چچنستان واقع شده‌است.